# Sus barbatus
Sanglier à moustaches, sanglier à barbe
Espèce
Répartition géographique
Statut de conservation UICN

 VU A2cd : Vulnérable
Sus barbatus, appelé sanglier à barbe ou sanglier à moustaches, est une espèce de mammifères de la famille des Suidae.

## Description
- Longueur du corps : 100-165 cm
- Hauteur au garrot : 72-85 cm
- Longueur de la queue : 20-30 cm
- Poids : 140 kg

## Reproduction
Maturité sexuelle : 18 mois
Durée de gestation : environ 4 mois
Taille de la portée : 2-8
Au moment où la femelle va mettre bas, elle quitte le groupe et construit un nid dans les fourrés. Les portées sont généralement réduites (2-8 nouveau-nés). Ils restent au nid pendant une dizaine de jours avant de rejoindre le groupe. Alors que le sevrage s'effectue vers 3 mois, les jeunes suivent leur mère pendant une année.

## Écologie et comportement
Le sanglier à barbe est actif pendant la journée et reste la plupart du temps sur le même territoire au sein de groupes stables. Néanmoins, il s'agit de la seule espèce de suidés qui effectue une migration annuelle. Alors que l'on ignore encore si ce phénomène est une réponse au manque de nourriture ou dû à un cycle migratoire régulier, les adultes peuvent se rassembler par centaines et voyager de nuit. Craintifs, ils se réfugient la journée dans les taillis.

## Distribution géographique
Philippines: îles de Palawan, Balabac, Calamian;
Indonésie: Sumatra, île de Banka, Rhio Arch., Borneo;
Péninsule de Malaisie.

## Statut
Même si la population des sangliers à barbe a diminué du fait de la destruction de son habitat, il reste encore assez commun.